# Conquista de la Nueva Granada

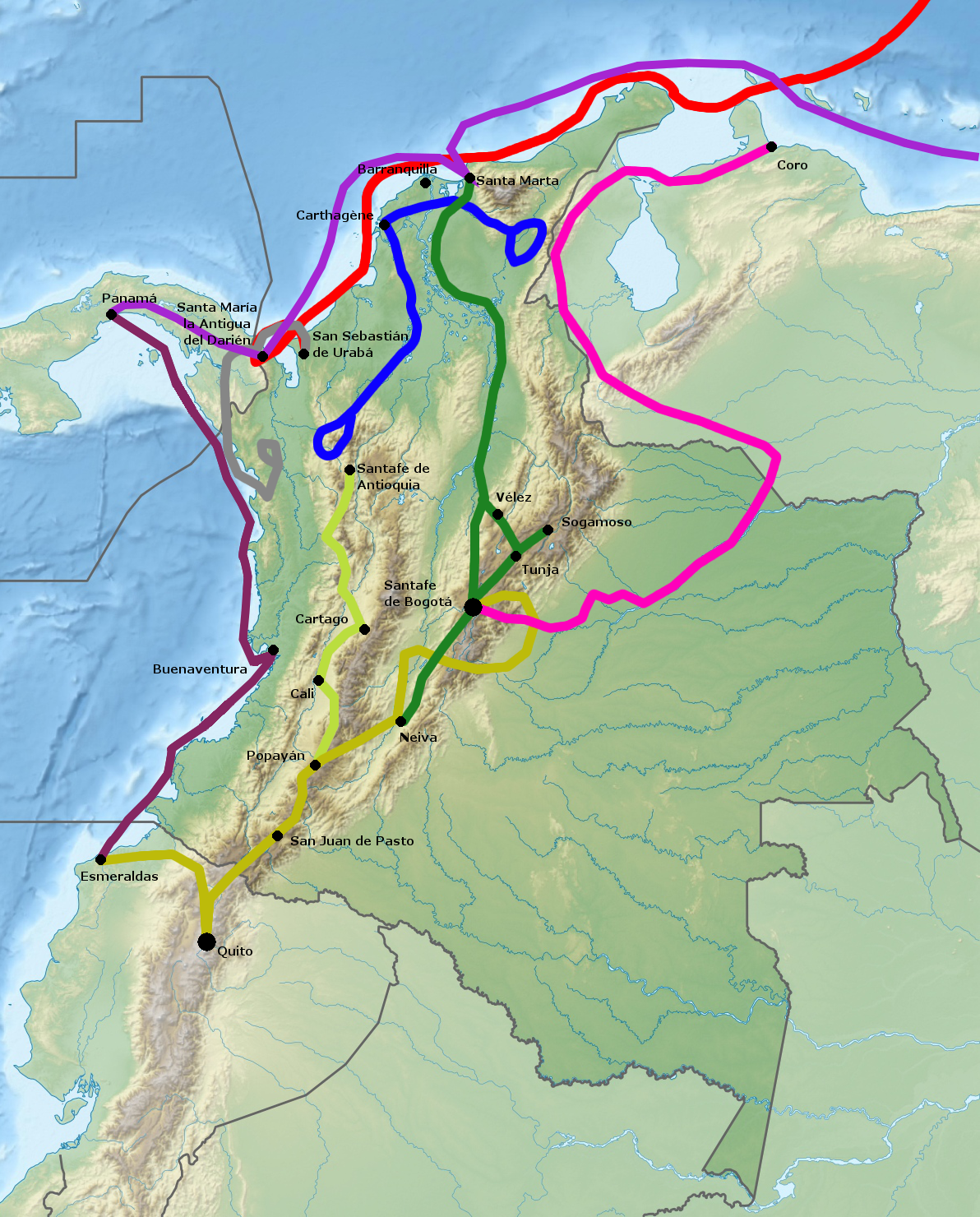
Viajes de los conquistadores en Colombia:
Alonso de Ojeda (1499-1501)
Vasco Núñez de Balboa (1513)
Pedro Arias Dávila (1513-1519)
Pascual de Andagoya, Diego de Almagro y Francisco Pizarro (1515-1529)
Pedro de Heredia y sus tenientes (1532-1538)
Sebastián de Belalcázar (1533-1539)
Tenientes de Sebastián de Belalcázar (1533-1539)
Gonzalo Jiménez de Quesada (1536-1538)
Nicolás de Federmán (1537-1539)

La conquista de la Nueva Granada fue un proceso de colonización en la historia de Colombia. Corresponde al período en el cual la Corona de Castilla y León descubrió la actual Colombia, e impuso en ella su sistema social, cultural y económico. Este período data de 1525 a 1540, cuando se fundaron las últimas grandes ciudades del país. La conquista como etapa de estudio forma parte de la era española en América, a la que también pertenece la llamada colonización, y que se extendió durante 4 siglos. Se estima que alrededor de 5,25 millones de personas murieron como resultado de la conquista española, ya sea por enfermedad o por conflicto directo. Esto representa 87,5% de la poblacion precolombina de Colombia.
La conquista empezó por el descubrimiento español de tierras habitadas, siguió con su posterior ocupación, y finalmente el asentamiento de pueblos y ciudades.

## Antecedentes

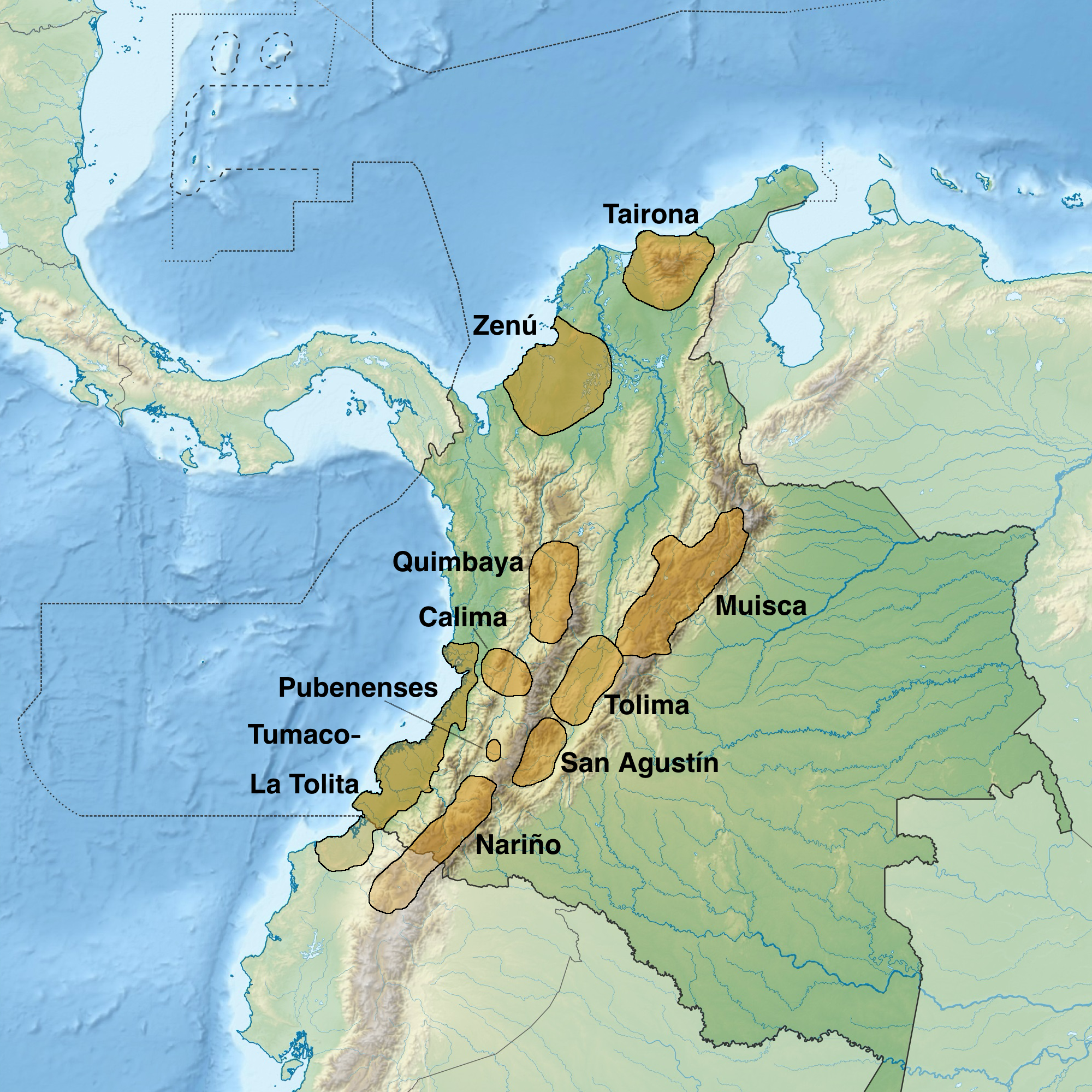
Ubicación de las culturas precolombinas de Colombia

La llegada de Colón a las Américas a finales de 1492, dio a la corona de Castilla la oportunidad de explorar, y conquistar nuevos territorios, ampliando sus fronteras y su riqueza.
El primer grupo de europeos que navegó las costas de lo que hoy es Colombia, fue la expedición dirigida por Alonso de Ojeda en las costas de la península de La Guajira en el cabo de la Vela. Ojeda regresó a España y persuadió a los Reyes Católicos que le dieron capitulaciones que le permitieron ocupar los territorios, desde el golfo de Venezuela hasta el Cabo de la Vela fundando en este la fugaz gobernación de Coquivacoa en 1501 (que duró tres meses) y con ella también la efímera población de Santa Cruz, cerca de la laguna de Castilletes, nombrada así por los colonos, la cual abastecía de agua a los habitantes, constituyéndose la península de La Guajira en la primera gobernación hispana y la más antigua del territorio continental americano, siendo Alonso de Ojeda el primer gobernador de tierra firme. 
Martín Fernández de Enciso en 1510 llegó al golfo de Urabá, donde fundó Santa María la Antigua del Darién, villa que duró poco, ya que nunca prosperó por su panda bahía, impenetrable selva, gran pluviosidad, altas temperaturas y fuerte humedad. Estos factores climáticos desfavorables junto a la rivalidad entre españoles y la ausencia de interés en España por administrar estos territorios tan lejanos, hizo técnicamente imposible la intención de enviar colonos para poblar la zona. En ese entonces se encontraba habitada por diversos grupos indígenas chibchas, entre ellos los cunas, que poblaban los alrededores del golfo de Urabá y el bajo Atrato, los choces o citarares que habitaban el alto Atrato, los noanamaes, ubicados en la hoya del río San Juan, y los baudes que poblaban la costa del Pacífico.

## Desarrollo

### Expedición de Alonso de Ojeda
Alonso de Ojeda, que ya había hecho una expedición en 1499, en la que se embarcaron Juan de la Cosa y Américo Vespucio, decidió continuar con la obra de Enciso y formó una nueva Expedición que salió de la Española y hacia enero de 1516 fundó, a orillas del río Atrato, el segundo intento de asentamiento español en tierra firme, San Sebastián de Urabá. 
Más tarde, salió de la Española otra expedición mandada por Diego de Nicuesa, que se encontró con la de Ojeda a tiempo para rescatarla de un mal paso. Nicuesa prosigue su expedición por separado, y tras naufragar funda la ciudad de Nombre de Dios, que también fracasó. Vuelve a Urabá con un barco hecho de los restos de los iniciales de la expedición. Allí se le prohíbe el desembarco y se encamina a la Española, desapareciendo en el trayecto. Parece que fue encontrada una inscripción en un árbol, en Cuba, donde decía: "Aquí falleció el desdichado Nicuesa".
Al igual que La Antigua del Darién, ya despoblada, San Sebastián de Urabá nuevamente es abandonado por sus moradores, que se vuelven a destinos más atractivos como Santo Domingo, o a la misma España, dejando injustamente manchados los nombres de Nicuesa y Ojeda.
En 1525 Rodrigo de Bastidas comenzó a explorar la zona norte de Colombia. A mediados del mismo año, funda en la Bahía de Gaira, la ciudad de Santa Marta, la primera ciudad, aún habitada, fundada en territorio colombiano por españoles. Santa Marta está ubicada en una bahía profunda, lo que la hacía perfecta como puerto, característica de la que carecían las primeras fundaciones. Además de la bahía, los alrededores de Santa Marta tenían una vegetación poco tupida y estaba muy alejada a las impenetrables selvas y pantanos de la zona de Urabá. Los nativos de las zonas aledañas a Santa Marta, de la cultura Tayrona, ya había preparado el terreno y cultivado ciertas frutas y hortalizas con lo que solucionaron sus problemas de abastecimiento y alimentación.
Bastidas trazó el plano de la ciudad y comenzó a construirla con lo que tuvo a la mano, hasta que se encontró con los miembros de la tribu Gaira que habitaba las cercanías. Estos, sin conocer la lengua y costumbres de los españoles, intentaron relacionarse con los conquistadores y fue inútil, hasta llegar al punto en el que algunos de los españoles agredieron a los indígenas y comenzaron las hostilidades. Bastidas, no se sabe si por su voluntad u obligado, comenzó el exterminio de la cultura Tairona, una de las más desarrolladas de la actual Colombia. Tribu a tribu, Bastidas destruyó y saqueó todo lo que vio a casi 70 kilómetros a la redonda de Santa Marta, hasta que los últimos taironas escaparon a la Sierra Nevada, conformando las tribus que hoy conocemos como los kogi, ijka y sanká (wiwa y malayos). Más tarde, la zona de Santa Marta fue nombrada Gobernación de Santa Marta y se disputó el territorio guajiro con la Nueva Andalucía y de allí partieron la mayoría de las exploraciones hacia el interior y zonas al sur de la costa norte de Colombia.
La costa atlántica la descubrió américo Vespucio la persona que descubrió América junto a Cristóbal Colón, su compañero de viaje. La persona que descubrió la costa pacífica fue Francisco Pizarro.

## Conquista
Desde 1493 a 1510, se dieron las primeras fundaciones de ciudades, como Santo Domingo (Capitanía General de Santo Domingo), y entre otras las extintas San Sebastián de Urabá y Santa María la Antigua del Darién en la provincia de Nueva Andalucía y Urabá y Castilla de Oro respectivamente. Los primeros problemas que surgen respecto a la jurisdicción de la corona sobre estas tierras era que los primeros conquistadores a pesar de reconocer la autoridad de los Reyes Católicos, establecían reglas a su acomodo e incluso, en algunos casos, quisieron establecer dominios aparte. Por ello, la corona decidió una política unificada acerca de las Indias:
1. El establecimiento de una autoridad económica para las Indias, que fue la Casa de Contratación de Sevilla, que a su vez otorgaba licencias a los que quisieren cruzar el Atlántico.
2. Que los exploradores autorizados por la Casa de Contratación, se dedicaran a explorar, y nada más, dando informes de lo visto. Para fundar ciudades e integrar el territorio hacía falta una licencia especial. Aunque esto tenía ciertas fallas.
3. Después de estas dos condiciones, la Casa de Contratación establecería las leyes de Indias, con la sanción del Rey.

### Pedro de Heredia
A pesar de que el primer explorador de la costa caribeña colombiana fue Rodrigo de Bastidas, el trabajo de Bastidas más bien pertenece al campo de las primeras exploraciones, además de que la condición de Adelantado (la persona autorizada a explorar y conquistar un determinado territorio) le fue conferida a Bastidas posteriormente a la fundación de Santa Marta. Pedro de Heredia continuó el trabajo de Bastidas: explorar las tierras de la costa caribeña colombiana.
Pedro de Heredia, parte de España con la misión de explorar las zonas al sur de la ya establecida provincia de Nueva Andalucía (Santa Marta). Después de pernoctar por Santa Marta, Heredia continua su periplo al sur, y se encuentra con la desembocadura del Río Magdalena, que ya había sido visto antes por Bastidas, principal arteria fluvial de Colombia. A fines del año 1532, Heredia seguía hacia el sur, bordeando la costa, hasta encontrar un cercado de palos en un montículo cerca de la playa. 
Heredia, estaba acompañado por el afamado cartógrafo Juan de la Cosa, que se había propuesto hacer un mapa general de las Indias. Juan de la Cosa, con su memoria prodigiosa, al entrar con el galeón de Heredia a las cercanías de aquel poblado, algo le recordó a Cartagena, (Murcia, España) y comentó sus impresiones al Adelantado. Se dice, que por ahí salió el nombre de la actual ciudad colombiana. 

Esto no puede ser cierto, pues Juan de la Cosa murió en 1510, cuando formaba parte de la expedición de Alonso de Ojeda. Ojeda desatendió a La Cosa y atacó una tribu de indígenas feroces é indomables que moraban en Turbaco, cerca de donde hoy día está situada Cartagena. "Ojeda no solamente los atacó, sino que, olvidando la prudencia y desoyendo las súplicas de su teniente, se internó hasta el pueblo vecino, en donde los indios se defendieron con tanto brío que mataron con flechas envenenadas á gran número de españoles, rodearon al mismo jefe quien hubiera perecido en aquel sitio, si Juan de La Cosa no le socorriera a costa de su vida, pues murió allí atravesado por mil saetas envenenadas".

El 10 de enero de 1533, día de San Sebastián, Pedro de Heredia llegó a las costas de la hoy isla de Manga, en la bahía de Cartagena. Pero aun así, no funda Cartagena en esa fecha de forma oficial, como algunos historiadores afirman. Una india de los calamaríes, llamada Catalina, fue aprendiendo rudimentos del español, hasta defenderse con él. Con estos conocimientos se ofreció de intérprete de Heredia, mientras se enamora de él. Lleva a Heredia a las zonas mejor abastecidas de agua. Con la nueva intérprete, los indios Calamaríes aprovechan, decidiendo montar una emboscada a los invasores. A la llegada de Heredia al caserío indígena, no encontró a nadie; solamente a un anciano llamado Corinche, que le relató la trágica historia de una epidemia que afectó a este pueblo (lo cual era mentira). 
Este párrafo y el siguiente deben ser Corregidos dadas las inconsistencias que encierran. Téngase en cuenta la siguiente información histórica sobre el conquistador Diego de Nicuesa, quien además fue el primer músico que llegó al Caribe colombiano. Este jacarandoso notario andaluz, "siendo hombre de capa y guitarra las echaba de guapetón escupidor por el colmillo", compositor de villancicos, cantaba serenatas montado en su yegua repiqueteando con sus cascos al son de su vihuela tachonada de piedras preciosas, recamada de oro y nácar, "se raptó a una indígena adolescente nativa del pueblo de Zamba a quien la historia conoce hoy como la india Catalina. Con este acto, Nicuesa habilitó para cumplir con su papel histórico a un personaje que, años después, sería clave para lograr la sumisión de casi todos los aborígenes de los actuales departamentos de Bolívar y Atlántico, con la honorable excepción de los Turbaco."
En el sitio donde Calamarí estaba ubicada, Heredia notó la falta de agua y la aridez y escasez de vegetación. Corinche dijo a Heredia (a través de Catalina) que en la zona de Yurbaco (Turbaco) había agua, y climas más templados. Marchando hacia Yurbaco, Heredia cruzó toda suerte de malezas. Y al llegar a Yurbaco, lo recibió una comitiva de indios preparados para atacarle, Corniche desapareció, y en esa batalla en Yurbaco, Heredia salió ileso. Habiendo casi aniquilado a los Calamaríes en esa batalla, Heredia regresó a Calamarí, y ese primero de junio de 1533, tumbó la choza del jefe, y clavó una estaca con un letrero que rezaba "San Sebastián de Calamar", como recordatorio del primer día que llegaron a la zona, y los indios Calamaríes que la habitaron. Para finales de 1533, todos estaban de acuerdo con Juan de la Cosa (ver más arriba), que la ciudad debía ser rebautizada, y en efecto su nombre fue cambiado por Cartagena de Indias.
Heredia se dedicó más bien a levantar las primeras edificaciones, enviando con el capellán que iba en su flota una petición a la Casa de Contratación para que enviaran monjes, albañiles, y otras provisiones para levantar la ciudad. El poblado que Heredia desarrolló al principio era de madera, y siempre corrió riesgo de incendio (uno de esos consumió la mitad de la villa en 1535), reduciendo sus posibilidades de seguir existiendo. Pero para mediados de ese año comenzaron a llegar las primeras provisiones de España, lo que le permitió a Heredia adentrarse en los pantanales de Manga, Bocagrande, Manzanillo y la zona de Crespo, hasta descubrir la Ciénaga de Tesca (De la Virgen). Habiendo hecho un camino por el pantano de Bocagrande, los primeros pobladores tuvieron acceso a la piedra de Tierrabomba, bastante liviana pero sólida para las construcciones. 
Con la ciudad en marcha, Heredia procede a explorar las zonas aledañas a la bahía de Cartagena; primero, se ocupó por asegurar la cantera de la ciudad, Tierrabomba, y llegó a un acuerdo con los indígenas Carex, que habitaban esa zona. Posteriormente, se dirigió a la costa oriental de la Bahía Exterior, donde estaba la tribu Cospique, con la cual también se entendió. Finalmente, exploró la Isla de Barú, donde se encontró con los Bahaire, con ellos no tuvo una relación tan fluida, pero pudo evitar conflictos. 
Catalina recomendó a Heredia que no se adentrara demasiado en la selva, por los peligros que ello acarreaba, Heredia obedeció a su compañera. Aunque exploró por mar, las zonas de Labarcé, Golfo de Morrosquillo, Bahía de Cispatá, Arboletes, Golfo de Urabá y Puerto Obaldía, terminando de explorar la costa Caribe colombiana. Aun así, en 1536, autorizó a su osado hermano, Alonso de Heredia, a explorar al suroriente y Sur de la nueva Provincia de Cartagena. Alonso de Heredia comenzó a explorar las selvas y sabanas, aunque de su exploración no tenemos datos, pues pocos pensaban que de ella saldrían con vida. Aun así, parece que fundó Santa Cruz de Mompox a finales de 1537. Alonso de Heredia vuelve inmediatamente a Cartagena después de su expedición, para 1540, está gravemente enfermo, lo que retrasó la exploración por tierra de las zonas interiores.
Pedro de Heredia, comenzó a tener fama en España por sus proezas: sacar una ciudad adelante en medio de una playa semidesértica; terminar de explorar las costas de "Tierra Firme", hasta incluso llegar a las temidas costas de Urabá de mal recuerdo por las terribles experiencias de Nicuesa y Ojeda; su hermano comenzó a explorar el interior, en calidad de licenciado suyo, cosa que ningún adelantado había hecho, y aunque Alonso fracasó, inspiró posteriores exploraciones a esas desconocidas zonas. Entonces, fue acusado en el Consejo de Indias, autoridad Ejecutiva suprema en lo referente a las Américas españolas, de un homicidio, cosa que era mentira, y en el viaje a Sevilla, sede del Consejo, su barco se hundió. Se hicieron entierros simbólicos tanto en Cartagena como en su ciudad natal.

### Gonzalo Jiménez de Quesada
A partir de la exploración fallida de Alonso de Ojeda a las zonas interiores, entrar en ellas comenzó a ser la ambición de muchos de los aspirantes a adelantados. En 1538, Gonzalo Jiménez de Quesada pide, desde Santo Domingo, el permiso de la Casa de Contratación para explorar las zonas interiores de "Tierra Firme", entrando por el "Río Grande de la Magdalena", descubierto años antes por el Adelantado de Santa Marta, Don Rodrigo de Bastidas, además de continuar con la labor inconclusa del Licenciado de Mompox, pedro de Heredia, que moría de malaria en Cartagena de Indias, además Quesada se quería llevar el mérito de encontrar la maravillosa civilización de El Dorado, que según las historias se asentaba en las alturas del interior; Jiménez de Quesada, pensaba que esta arteria fluvial llegaba al Perú, donde encontraría los tesoros perdidos, que Francisco Pizarro no había encontrado en el Perú. 
Jiménez de Quesada partió de España en la expedición de Pedro Fernández de Lugo y de su hijo Alonso Luis de Lugo. Según los archivos de la Casa de Contratación (Archivos de Indias), la expedición de Fernández de Lugo, tenía como objetivo administrar la Gobernación de Santa Marta, porque Bastidas perdió el control, y los Tayronas contraatacaban. Jiménez de Quesada fue con Fernández en calidad de Justicia Mayor de la localidad de Sta. Marta. Para 1537, Pedro Fernández de Lugo nombra a Jiménez de Quesada Capitán General de una expedición que remontará el Río Magdalena, buscando las ciudades doradas del Perú.
Jiménez sale de Santa Marta con varios barcos, y llega a Bocas de Ceniza, el punto señalado en las cartas marítimas de Juan de la Cosa como desembocadura del Río Magdalena. Pasados tres o cuatro meses ya, Jiménez de Quesada decide desembarcar en alguna parte de la Ribera Oriental del Río Magdalena, a la altura del actual departamento de Cundinamarca.
Se presume que el sitio donde Jiménez de Quesada desembarcó con sus hombres queda cerca de la actual ciudad de Girardot (Cundinamarca). Realmente, a Jiménez de Quesada no le tocó tan duro a su llegada a estos parajes, pues los muiscas ya habían limpiado parte de la maleza, y en ciertos casos, habían talado árboles para cultivar, apurando la llegada de Jiménez de Quesada, quien quería ir al Perú, directo a Bacatá. 
Para finales de 1537, Jiménez de Quesada llega a la Sabana de Bogotá, naturalmente, asustando a los indígenas, pues su apariencia, vestimentas y los caballos (absolutamente desconocidos para ellos) les eran extraños; incluso hubo algunos que afirmaron que era Bochica, quien volvía tras años de ausencia. La llegada de los "extraños" provocó una reunión inmediata de los caciques del Imperio Muisca con el Zipa Zaquezazipa, quienes convinieron en eliminar a los invasores.
Apresurado por encontrar El Dorado, Jiménez de Quesada funda en fecha no especificada una rudimentaria Bogotá, al parecer en donde hoy queda el "Chorro de Quevedo" pero los Muiscas no toleraron esta villa dentro de sus territorios y en un pestañear de ojos el pueblo fue quemado. Furioso, Jiménez de Quesada arremete contra los indios comenzando la guerra.
Tras meses de batallar, los Muiscas fueron derrotados aunque no eliminados. Jiménez de Quesada decide encomendar a una comisión la búsqueda de un sitio propicio para la fundación de una capital de estas nuevas tierras. Para marzo de 1538, la comisión falló que el sitio sería Teusaquillo, ya usado por los antiguos pobladores como zona de recreo, por las fuentes de agua cercanas, tenía piedra y madera a corta distancia, además de la presencia imponente de los Cerros Orientales que conformarían una buena retaguardia para la ciudad. Entonces Jiménez de Quesada decide edificar una iglesia, en el sitio de Teusaquillo. Eligieron el día de la Transfiguración para la fundación, y esa clara mañana del 6 de agosto de 1538, después de la misa oficiada por Fray Domingo de las Casas, el general Don Gonzalo Jiménez de Quesada planta una cruz en medio de una plaza de arena, y en la esquina norte una estaca, con un letrero que nombraba la ciudad: SANTAFÉ DE BOGOTÁ, CAPITAL DEL NUEVO REINO DE GRANADA.
El nombre de la ciudad y de la región es fácilmente descompuesto: El arcaísmo "Santafé", al igual que "la Villa" o "Santa Cruz de" o "Santiago de" era amoldado al gusto del fundador, pero nos recordaba el inicio del proceso de hispanización, que en Latinoamérica jamás se completó; Bogotá, es la castellanización del muisca "Bacatá", un recordatorio de la antigua ciudad con tono castellano; y el "Nuevo Reino de Granada" es una mera asociación del paraje de la ciudad con la Granada de España, una ciudad en una sabana, relativamente fría al pie de unos cerros. Otras teorías afirman que era un delirio del mismo Quesada, pues él, que era granadino, estaba ilusionado con inventarse su propia Granada y gobernarla, se ha dicho que esto es falso, pues tiene más peso y lógica la teoría geográfica. La primera iglesia de la ciudad, la del Humilladero, fue depositaria de la cruz plantada de la plaza y una imagen traída por Jiménez de Quesada por siglos, hasta que fueron trasladadas a la catedral primada. Y así se fundó Bogotá. 
Quesada, cuyas intenciones no eran las de poblar, o fundar ciudades, se dedicó a buscar ansiosamente "El Dorado", aunque no tuvo éxito, dejando a la ciudad sin Alcalde ni Juez, aunque designó a Fray Domingo de las Casas como Prelado de la ciudad. Después de tantos fracasos, Jiménez de Quesada desistió de "El Dorado" y finalmente la Gobernación del Nuevo Reino de Granada cayó en las manos de Alonso Luis de Lugo.
Jiménez de Quesada, además de establecer la ruta fluvial que movería la vida colonial colombiana, y explorar el Imperio Muisca, fundó el centro neurálgico de la administración española, y Bogotá es todavía la capital de la Colombia independiente. Esto es mérito suficiente para ser recordado.

### Sebastián de Belalcázar
Sin duda uno de los más prolíficos en la campaña colonizadora, Belalcázar fundó varias ciudades importantes de la actual Colombia.Autorizado por la Casa de Contratación para explorar la zona al norte de Túmbes, el sitio del desembarco de Pizarro en el Perú en 1521, tierras que Pizarro dejó inexploradas, pues siguió al sur. Supuestamente la misión era ver si había oro en estas regiones, pero Sebastián de Belalcázar buscaba más que eso; quería fulgurar y darse a conocer, no como un cazafortunas, sino como un Fundador de Ciudades, un civilizador y urbanizador de las Américas. Esta fue la labor de Belalcázar en la susodicha región.
Belalcázar, llega a las costas de Ecuador a mediados de 1533 proveniente de Santo Domingo, y comienza su periplo hacia el norte, encontrándose con los pueblos del norte del Tahuantinsuyu (Imperio de las Cuatro Provincias - Imperio Inca), que después de las peleas entre Huáscar y Atahualpa, se desgajaron del Imperio y estaban disueltos. Belalcázar se dedica inmediatamente a buscar un lugar para fundar una ciudad en las cordilleras, y para 1534, funda San Francisco de Quito (Quito, Ecuador).
El viaje de Belalcázar sigue al sur, pues los guías indígenas le hablan del oro de los Pastos y los Tumacos (que era poco). Llega a la zona de los pastos, y al no encontrar nada, hace lo que le gusta: fundar ciudades, y funda La Asunción de Popayán (Popayán, Colombia) en 1537, luego sigue bajando y encuentra a los Tumaco, que estaban en decadencia, y funda La Villaviciosa de la Concepción de Pasto (actual San Juan de Pasto, Colombia).
Seguía corriendo el año 1537 y, desde Pasto, Belalcázar vuelve sobre sus pasos al norte, pasando por Popayán, Cali, y subiendo la Cordillera Central para llegar a las planicies del Tolima, donde se encuentra con los altivos Pijaos, con quienes tiene problemas, cruza el Río Magdalena, y comienza a subir al altiplano, pensando que la zona estaba deshabitada. Para su sorpresa, llega a Santafé de Bogotá y se encuentra conque ya estaba fundada por Jiménez de Quesada. Belalcázar insiste en que él es el fundador, pero al cabo desiste. Así las cosas, Belalcázar vuelve y baja al río Magdalena, y al otro lado funda la Villa de Neiva (Neiva, Colombia) en el año 1539; desde allí comienza a fundar pequeñas villas intermedias que más tarde se convertirían en enclaves de comercio terrestre. En este concepto, Belalcázar se adelantó a su tiempo.

## Asociación con Jorge Robledo
En su plan de ciudades intermedias, Belalcázar continúa en su plan de pequeñas villas, al fundar la Villa de Buenaventura (en 1541), después de fundar en las cercanías de Cali, San Jorge de Cartago (Cartago, Colombia). Desde Cartago, Belalcázar va al norte, por el valle entre las cordilleras central e occidental; uniéndose al Mariscal Jorge Robledo , funda Santafé de Antioquia en 1541, posteriormente Santiago de Arma en 1543, la Villa de Madrigal, en 1544 y La Villa de Caramanta, en 1549, creando una red de poblaciones principales e intermedias cruciales para la evolución colonial. 
Belalcázar finalmente decide conocer la ciudad de Cartagena de Indias, y en ella muere a finales de 1551, Belalcázar es una de las más egregias figuras de la conquista, gracias a su misión urbanizadora y homogeneizadora del territorio Nacional.

## Nicolás de Federmán y Ambrosio Alfinger
Nicolás de Federman, fue un explorador contratado por los banqueros alemanes de la Familia Welser para explorar los territorios españoles en América. Las exploraciones de Federman no producen fundaciones pues su misión era meramente económica. Federman partió de Lisboa, el sitio de operaciones americanas de los Welser, hacia las costas de Venezuela ya exploradas por Juan de Ampies, el fundador de Coro (Venezuela). Llega cerca del Cabo de la Vela y funda Riohacha. Posteriormente, llega a Santafé de Bogotá poco después de su fundación por Jiménez de Quesada, e incluso pretende adjudicarse su fundación. En 1534 es sustituido por Jorge de Espira. La expedición de Federmán trajo las primeras gallinas que se conocieron en estos territorios.
Por su parte Ambrosio Alfinger era un explorador también alemán, a quien se le atribuye ser el primero en pisar Colombia. Se asentó en Santa Ana de Coro, lugar que él fundó en la actual Coro, en Venezuela. Luego de varios problemas administrativos, Alfinger murió en Chinácota, en la actual Norte de Santander. El departamento se llenaría de influencia alemana siglos después, gracias a las expediciones de Alfinger y los problemas económicos de la Corona española en el siglo XVIII.